# راندي فاولر (مغني)
راندي فاولر (بالإنجليزية: Randy Fuller)‏ هو مغني وكاتب أغاني أمريكي، ولد في 29 يناير 1944 في هوبز في الولايات المتحدة.